# Пьезокварц
Пьезокварц — бесцветные или окрашенные монокристаллы кварца или их участки (иногда также крупная галька), в какой-либо части имеющие бездефектные области, не содержащие включений посторонних минералов, газа, жидкостей, трещин, свилей и двойниковых швов.

## Использование
Применение пьезокварца основано на его пьезоэлектрических свойствах (прямой и обратный пьезоэффект). Пьезоэлектрические свойства кварца были открыты Жаком Кюри и Пьером Кюри в 1880 году.
Он широко применяется в радиотехнике, ультразвуковой гидроакустике и дефектоскопии, при изучении свойств газов, жидкостей и твёрдых тел, в пьезометрии для измерения давлений, ускорений, сил, вибраций и т. п. 
Пластинки из пьезокварца используются при изготовлении пьезоэлектрических резонаторов — стабилизаторов и фильтров радиочастот, фильтров телефонирования и телеграфирования, а также в пьезоэлектрических звукоснимателях, пьезоэлектрических микрофонах, громкоговорителях, манометрах, в акселерографах и др. Чистые, бездефектные кристаллы кварца (горный хрусталь), обладающие высокой прозрачностью в ультрафиолетовых лучах, используются в оптике (см. Кварц оптический). Кристаллы и осколки прозрачного кварца с ограниченным количеством примесей и дефектов служат сырьём для изготовления специального кварцевого стекла.

## Геологияигенезис(происхождение)
Наиболее крупные скопления пьезокварца встречаются в гидротермальных полостях (хрусталеносных погребах), приуроченных к кварцевым, кварц-полевошпатовым и кварц-карбонатным жилам, а также к кварцевым обособлениям в гранитных пегматитах камерного типа. Известны крупные россыпные месторождения пьезокварца. Образование кристаллов связано главным образом с гидротермальными и гидротермально-метасоматическими процессами. Пьезокварц в больших количествах получают искусственно, выращивая крупные (до нескольких кг) монокристаллы с заданными свойствами в автоклавах.

## Технические требования
Наличие в кристаллах монокристальной бездефектной области (монообласти), пригодной для изготовления монокварцевой пластинки любого направления среза с размерами не менее 12 × 12 × 1,5 мм. Процентным выходом монообласти определяется сортность пьезокварца.